# Lara Meroni
Lara Meroni (* 2. Juni 2003) ist eine Schweizer Fussballspielerin, die in der 2. Bundesliga für den 1. FC Nürnberg spielt.

## Karriere

### Vereine
Meroni spielte in ihrer Jugendzeit bis ins Jahr 2019 für den in Wädenswil im Kanton Zürich ansässigen FC Wädenswil, bevor sie zu den A-Juniorinnen des FC Zürich wechselte, für diese am 1. Dezember 2019 (13. Spieltag) ihr einziges Punktspiel in der Schweizer U19-Liga bestritt und in diesem ein Tor erzielte. Danach bestritt sie 18 Punktspiele für die Zweitvertretung des FC Zürich und erzielte in der zweitklassigen Nationalliga B fünf Tore.
Zur Rückrunde der Saison 2021/22 bis zum Saisonende 2023/24 gehörte sie dem Grasshopper Club Zürich in der Women’s Super League, der höchsten Spielklasse im Schweizer Frauenfussball, an. Ihr Debüt im Seniorinnenbereich gab sie am 12. Februar 2022 (11. Spieltag) bei der 0:2-Niederlage im Auswärtsspiel gegen den FC St. Gallen mit Einwechslung für Celina Tenini in der 81. Minute; ihr erstes Tor erzielte sie zum Saisonstart 2022/23 beim 5:0-Sieg im Auswärtsspiel gegen den FC Yverdon Féminin mit dem Treffer zum 4:0 in der 74. Minute.
Am 9. März 2024 erzielte sie im Spiel FC St. Gallen-Staad – Grasshopper Club Zürich (0:2) das Tor der Saison 2023/24.
Am 4. Juni 2024 wurde ihre Verpflichtung zur Saison 2024/25 auf der Website des Bundesligaabsteigers 1. FC Nürnberg öffentlich, am 25. August stand sie beim Saisonauftaktspiel und 1:3-Erfolg gegen den FC. Ingolstadt in der Startelf.

### Nationalmannschaft
Meroni gab ihr Debüt als Nationalspielerin in der U19-Nationalmannschaft, die am 26. November 2021 im spanischen Oliva im Freundschafts-Länderspiel gegen die U19-Nationalmannschaft Dänemarks mit 0:2 unterlegen war; sie wurde zur zweiten Spielhälfte für Noémie Potier eingewechselt.

## Erfolge
- Aufstieg in die Bundesliga 2025